# Vanzoliniella sambophila
Vanzoliniella sambophila är en insektsart som beskrevs av De Mello och Cezar dos Reis 1994. Vanzoliniella sambophila ingår i släktet Vanzoliniella och familjen syrsor. Inga underarter finns listade i Catalogue of Life.